# تاريخ برشلونة

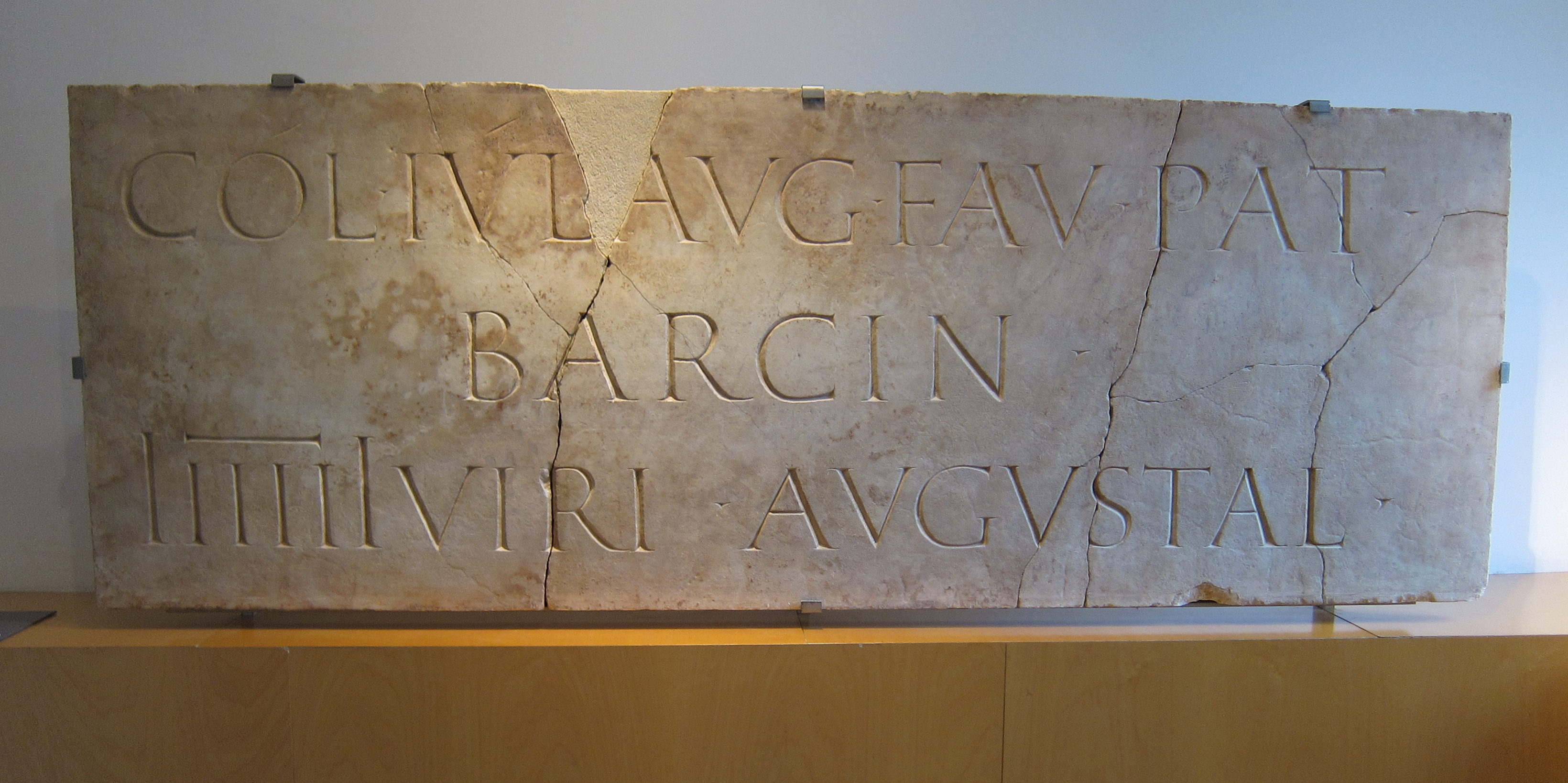
رخام روماني بنص لاتيني يصف بارسينو

يعود تاريخ برشلونة إلى نحو ألفي عام مضت، حين كانت عبارة عن قرية إيبيرية تدعى باركينو، متوضعة على السهل الساحلي بين سلسلة جبال كولسيرولا (512 م) والبحر الأبيض المتوسط، فيما عُرف بالطريق الساحلي بين وسط أوروبا وبقية شبه الجزيرة الأيبيرية؛ ما جعلها عصيةً على الغزاة، وضمن حفاظها على أهميتها في المنطقة آنذاك، وربما طوال فترة تواجدها، على مر العصور.
يبلغ عدد سكان مدينة برشلونة حاليًا 1,620,943؛ وهي ثاني أكبر مدينة في إسبانيا، وعاصمة منطقة كتالونيا المتمتعة بالحكم الذاتي. وتضم أكبر منطقة حضرية في برشلونة اليوم ثلاثة أرباع سكان كتالونيا وثُمن سكان إسبانيا.

## الأصل
لم يُعرف أصل أول مستوطنة في موقع برشلونة الحالية، ولكن عُثر على بقايا من العصر الحجري الحديث وأوائل العصر الحجري النحاسي في السهل الساحلي القريب من المدينة. وجرى التنقيب عن أنقاض مستوطنة مبكرة في حي إيل رافال، بما في ذلك مقابر ومساكن مختلفة يعود تاريخها إلى ما قبل 5000 قبل الميلاد. استوطن اللاييتانيون المنطقة في وقت لاحق من القرنين الثالث والثاني قبل الميلاد، وهم شعب أوبرياني سكن في باركينو على تل تابير (المعروفة اليوم بذا غووثيك كوارتر، أو «المدينة القديمة») وفي لاي (أو ما يُعرف بلايسكن)، التي يُعتقد أنها كانت موجودة في مونتجويك. صكّت كلتا المستوطنتين العملات المعدنية التي ما زالت موجودة حتى يومنا هذا. أكد بعض المؤرخين تأسس مستعمرة يونانية صغيرة تُدعى كاليبوليس في المنطقة المجاورة في نفس الفترة تقريبًا، ولكن لم يتم العثور على أدلة أثرية قاطعة تدعم ذلك.
على الرغم من تأكيد بعض المؤرخين على احتلال القوات القرطاجية بقيادة حملقار برقا (بالإسبانية: برشا) للمنطقة نحو عام 230 قبل الميلاد، ولكن هذا الأمر ما يزال موضع خلاف؛ وغالبًا ما يُستشهد بالاحتلال العسكري المزعوم باعتباره الحدث الذي أدى لتأسيس مدينة برشلونة الحديثة، على الرغم من أن الحد الشمالي للأراضي البونيقية حتى ذلك الوقت لم يتجاوز نهر إبرة، الذي يقع على بعد أكثر من 150 كيلومترًا إلى جنوب برشلونة. لا يوجد أي دليل على الإطلاق يثبت أن برشلونة كانت مستوطنة قرطاجية، أو أن اسم برينكو، كان له أي صلة بعائلة برقا مستوحى من حملقار.

### أساطير حول تأسيس المدينة
طرح المؤرخون ما لا يقل عن أسطورتين رئيسيتين حول تأسيس برشلونة منذ القرن الخامس عشر؛ تزعم إحداهما تأسيس الجنرال القرطاجي حملقار برقا (برشا)، والد حنبعل، للمدينة نحو 230 قبل الميلاد، مع إطلاق اسم باركينون عليها. على الرغم من أوجه التشابه بين اسم هذه العائلة القرطاجية واسم المدينة الحديثة، إلا أنه عادةً ما يُنسب أصل اسم «برشلونة» إلى الكلمة الأيبيرية (باركينو).
وتنسب الأسطورة الثانية تأسيس المدينة إلى هرقل، قبل تأسيس روما؛ حين انضم هرقل، خلال عمله الرابع، إلى جاسون وآرغونوتس ليقطعوا البحر الأبيض المتوسط في تسع سفن بحثًا عن الصوف الذهبي. واجهت السفن عاصفةً قبالة الساحل الكتالوني، وفُقدت إحداها؛ لذا بدأ هرقل في البحث عنها قبل أن يجدها محطمةً أسفل تلة صغيرة. تأثر الطاقم، الذي نجا من الحادثة، بجمال الموقع لدرجة أنهم أسسوا مدينة تحمل اسم برشا نونا («السفينة التاسعة»).

## برشلونة المسلمة
وصلت قوات الموريون إلى شبه الجزيرة الأيبيرية عام 711، ظاهريًا لمساعدة أخيلا الثاني في الحرب الأهلية التي نشبت ضد لذريق. رأى العرب في الحرب الأهلية فرصةً لفتح شبه الجزيرة الأيبيرية، وانتصروا في معركة وادي لكة، بسبب خيانة جزء من جيش القوط الغربيين، الذي أقنعهم أنصار أخيلا بتغيير صفوفهم.
استولى أردو على عرش أخيلا عام 713، واخمد الحاكم الجديد للأندلس الحر بن عبد الرحمن الثقفي المقاومة المسيحية المتمثلة بالقوط الغربيين في هسبانيا بين 716 و718. وسرعان ما وسع الأراضي الخاضعة لسيطرة الموريون حتى جبال البرانس. بعد فتح تاراكو في عام 717، استسلمت برشينونا بهدوء وبالتالي نجت من الدمار الكبير. فتح العرب المسلمين مملكة القوط الغربيين الأثرية التي حكمها أردو (713-720) من سبتمانيا من قبل المسلمين الفاتحين في 720.
استمر الحكم الإسلامي في برشلونة (تمت ترجمته أيضًا إلى مدينة برشلونة أو برجيلونا أو بركسيلونا) لما يقرب من 85 عامًا. بينما حُولت الكاتدرائية إلى مسجد وفرضت الجزية على غير المسلمين، مع احترام الحرية الدينية والحكومة المدنية إلى حد كبير. كان الوالي المحلي معنيًا بالأمور العسكرية؛ وازدادت سيطرة الكونت والأسقف المحلي عمومًا يومًا بعد يوم على السكان المحليين.

## برشلونة المعاصرة
أدت وفاة فرانكو في عام 1975 إلى انتشار الديمقراطية في جميع أنحاء إسبانيا لفترة من الزمن، واشتد الضغط في إسبانيا من أجل التغيير وخاصةً في برشلونة، التي اعتبرت (بحسب بعض المبررات) أنها عوقبت خلال ما يقرب من أربعين عامًا من حكم فرانكو لدعمها الحكومة الجمهورية. وجمعت مظاهرات حاشدة، ولكن سلمية، في 11 سبتمبر 1977 أكثر من مليون شخص في شوارع برشلونة للمطالبة باستعادة الحكم الذاتي الكتالوني؛ والذي مُنح بعد أقل من شهر من بدء المظاهرات.
تعزز تطور برشلونة نتيجة حدثين رئيسيين في عام 1986؛ كان الأول انضمام إسبانيا إلى المجموعات الأوروبية، وخاصةً بعد اختيار برشلونة مدينةً مضيفةً لدورة الألعاب الأولمبية الصيفية لعام 1992. كانت عملية التجديد الحضري سريعةً وغالبًا ما مولها الاتحاد الأوروبي، كما ذاع صيت المدينة على الصعيد الدولي باعتبارها وجهةً سياحيةً. أدت التكلفة المتزايدة للإسكان إلى انخفاض طفيف (بنسبة 16.6٪) في عدد السكان خلال العقدين الأخيرين من القرن العشرين حيث انتقلت العديد من العائلات إلى الضواحي؛ ولكن هذا التراجع انعكس منذ عام 2001، إذ تسارعت وتيرة موجة جديدة من الهجرة، خاصة من أمريكا اللاتينية والمغرب.